# Джорджтаун (округ Ланкастер, Пенсільванія)
Джорджтаун (англ. Georgetown) — переписна місцевість (CDP) в США, в окрузі Ланкастер штату Пенсільванія. Населення — 1058 осіб (2020).

## Географія
Джорджтаун розташований за координатами 39°56′28″ пн. ш. 76°4′51″ зх. д. / 39.94111° пн. ш. 76.08083° зх. д. (39.941048, -76.080737).  За даними Бюро перепису населення США в 2010 році переписна місцевість мала площу 10,57 км², з яких 10,55 км² — суходіл та 0,02 км² — водойми.

## Демографія
Згідно з переписом 2010 року, у селищі мешкали 1022 особи в 307 домогосподарствах у складі 245 родин. Густота населення становила 97 осіб/км².  Було 322 помешкання (30/км²).
Расовий склад населення:
| - 99,7 % — білих - 0,1 % — корінних американців - 0,1 % — чорних або афроамериканців - 0,1 % — азіатів |

До двох чи більше рас належало 0,0 %. Частка іспаномовних становила 1,6 % від усіх жителів.
За віковим діапазоном населення розподілялося таким чином: 33,4 % — особи молодші 18 років, 53,8 % — особи у віці 18—64 років, 12,8 % — особи у віці 65 років та старші. Медіана віку мешканця становила 30,5 року. На 100 осіб жіночої статі у селищі припадало 102,8 чоловіків;  на 100 жінок у віці від 18 років та старших — 95,7 чоловіків також старших 18 років.
Середній дохід на одне домашнє господарство  становив 58 216 доларів США (медіана — 48 913), а середній дохід на одну сім'ю — 66 001 долар (медіана — 57 656). Медіана доходів становила 42 130 доларів для чоловіків та 26 000 доларів для жінок. За межею бідності перебувало 20,6 % осіб, у тому числі 35,9 % дітей у віці до 18 років та 15,3 % осіб у віці 65 років та старших.
Цивільне працевлаштоване населення становило 415 осіб. Основні галузі зайнятості: будівництво — 19,3 %, роздрібна торгівля — 14,5 %, мистецтво, розваги та відпочинок — 13,3 %.